# Lennart Petrell
Lennart Petrell (* 13. April 1984 in Helsinki) ist ein ehemaliger finnischer Eishockeyspieler und -trainer, der im Verlauf seiner aktiven Karriere zwischen 2000 und 2020 unter anderem 660 Spiele für den Helsingfors IFK in der finnischen (SM-)Liiga auf der Position des linken Flügelstürmers bestritten hat. Mit dem HIFK gewann Petrell im Jahr 2011 die finnische Meisterschaft. Darüber hinaus absolvierte er 95 Spiele für die Edmonton Oilers in der National Hockey League (NHL).

## Karriere
Lennart Petrell begann seine Karriere als Eishockeyspieler in seiner Heimatstadt in der Nachwuchsabteilung des Helsingfors IFK, für dessen Profimannschaft er von 2003 bis 2011 in der SM-liiga, der höchsten finnischen Spielklasse, aktiv war. Sein größter Erfolg mit der Mannschaft war der Gewinn des finnischen Meistertitels in der Saison 2010/11. Zu diesem Erfolg trug er vor allem in den Playoffs bei, als er in 13 Spielen zwölf Scorerpunkte, davon sieben Tore, erzielte.
Nach den Leistungen in der heimischen Liga wurde Petrell zur Saison 2011/12 von den Edmonton Oilers aus der National Hockey League (NHL) verpflichtet, die ihn bereits im NHL Entry Draft 2004 in der sechsten Runde an 190. Stelle ausgewählt hatten. Im Verlauf der Spielzeit bestritt der Finne insgesamt 60 Partien für die Oilers, während er ebenso zu neun Einsätzen für deren Farmteam, die Oklahoma City Barons, in der American Hockey League (AHL) kam. Aufgrund des Lockouts, der den Beginn der NHL-Spielzeit 2012/13 verzögerte, kehrte Petrell im Herbst 2012 zunächst zum Helsingfors IFK zurück und schoss dort in 26 Spielen elf Tore. Zum Beginn der NHL-Saison kehrte er nach Nordamerika zurück. Im Anschluss an das Spieljahr wechselte der Stürmer für ein Jahr zum Genève-Servette HC in die Schweizer National League A (NLA). Mit den Genfern gewann er am Ende des Jahres 2013 die 87. Auflage des traditionsreichen Spengler Cups. Danach verbrachte er ab dem Sommer 2014 zwei Spielzeiten beim Luleå HF in der Svenska Hockeyligan (SHL). Dort gewann er im Jahr 2015 die Champions Hockey League.
Zur Spielzeit 2016/17 kehrte Petrell zu seinem Ausbildungsverein nach Helsinki zurück. In der Folge bestritt der Flügelspieler vier Spielzeiten für den Klub. Nachdem er in der Saison 2020/21 verletzungsbedingt kein Spiel absolviert hatte, gab der 37-Jährige im Juni 2021 das Ende seiner aktiven Karriere bekannt. Er übernahm danach einen Posten als Assistenztrainer der U18-Mannschaft des HIFK, den er drei Jahre bis zum Sommer 2024 bekleidete.

### International
Für Finnland nahm Petrell im Juniorenbereich ausschließlich an der U20-Junioren-Weltmeisterschaft 2004 teil, bei der er mit seiner Mannschaft die Bronzemedaille gewann. In fünf Spielen blieb der Stürmer dabei punktlos, erhielt derweil aber 27 Strafminuten. Im Seniorenbereich stand er zwischen den Jahren 2008 und 2015 unregelmäßig im Aufgebot seines Landes bei der Euro Hockey Tour.

## Erfolge und Auszeichnungen
- 2003 Finnischer U20-Juniorenmeister mit dem Helsingfors IFK
- 2011 Finnischer Meister mit dem Helsingfors IFK
- 2013 Spengler-Cup-Gewinn mit dem Genève-Servette HC
- 2015 Champions-Hockey-League-Gewinn mit Luleå HF

### International
- 2004 Bronzemedaille bei der U20-Junioren-Weltmeisterschaft

## Karrierestatistik

### International
Vertrat Finnland bei:
- U20-Junioren-Weltmeisterschaft 2004

(Legende zur Spielerstatistik: Sp oder GP = absolvierte Spiele; T oder G = erzielte Tore; V oder A = erzielte Assists; Pkt oder Pts = erzielte Scorerpunkte; SM oder PIM = erhaltene Strafminuten; +/− = Plus/Minus-Bilanz; PP = erzielte Überzahltore; SH = erzielte Unterzahltore; GW = erzielte Siegtore; 1 Play-downs/Relegation; Kursiv: Statistik nicht vollständig)